# 中村光里
中村 光里（なかむら ひかり、1995年9月21日 - ）は、日本の女優。鹿児島県出身。株式会社エコーズ所属。

## 出演

### 【映画】
- 『ゆずの葉ゆれて』（監督　神園浩司）
- 『ヒノのヒゲとレインコート』 (監督 八幡貴美)
- 『Share the Pain シェアザペイン』　(監督　中嶋駿介)

### ドラマ
- 99.9-刑事専門弁護士-Ⅱ 第9話（2018年、TBS）
- 世にも奇妙な物語’17『フリースタイル母ちゃん』（2017年、フジテレビ）
- ラブホの上野さん2（FOD）

### CM
- 名刺管理アプリ　Wantedly People
- 山田養蜂場ローヤルゼリーキング蜂の子TV-CF
- WOWOWに入りましょう。「カフェ篇」

### 舞台
- 雀組ホエールズ『硝子の獣』（作・演出　佐藤雀）
- さよなら宇田川町『ライラック』（作・演出　河西裕介）
- qui-co.『Lullaby』（作・演出　小栗剛）

### MV
- 藤田麻衣子『恋ってどうやってするものだっけ』

### PV
- 乃木坂46 山下美月個人PV 『さよならポルターガイスト』
- VR ZONE SHINJYUKU　PV